# Камал Ахмед
Камал Ахмед (художник) (азерб. Kamal Əhməd;  28 февраля 1940, Баку, — 29 ноября 1994, там же) — азербайджанский живописец, Заслуженный деятель искусств Азербайджанской Республики (1992), обладатель Гран-при Бьеннале Прикаспийских Республик (живопись, графика, скульптура), один из основоположников Апшеронской школы живописи.

## Семья
Мать - Мамедзаде Бильгеис Саттар гызы
Отец - Ахмедов Ахмед Паша оглы
Брат - Ахмедов Паша Ахмед оглы
Супруга - Велиева Эльмира Раджабовна
Дочь - Ахмедова-Ганиева Камилла Камал гызы (автор статьи)

## Биография
Родился он в семье зажиточного  Главного  инженера и выпускницы Азербайджанского Педагогического Института (ныне АГПУ), но  в возрасте 7 лет  потеряв обоих родителей и всё их имущество остался сиротой и был определен в интернат для сирот (пос. Шувеляны),
С 1959 по 1964 г. учился в  Азербайджанском Государственном Художественном Училище им. А. Азимзаде, факультет живописи
В 1966 году  впервые участвует в художественной выставке, и только  много лет спустя становится членом Союз художников Азербайджанской ССР.
В 1980 году он женится во второй раз и в 1983 году у него рождается дочь. Первой его супругой была художница, но брак продлился недолго. Со своей второй женой Эльмирой (она была пианисткой) он прожил до последних дней своей жизни.
Умер он в возрасте 54 лет от рака.
О нём написано много статей и стихов.

## Награды
1989 год — Диплом Всесоюзной выставки живописи, Центральный Дом Художника, г. Москва, Россия.
1989 год — Гран При на Первом Бьеннале Прикаспийских республик (живопись, графика,скульптура) за работу «Посвящение Сальвадору Дали»
В 1992 году получил звание Заслуженного деятеля искусств Азербайджанской Республики за заслуги нового видения изобразительного искусства Азербайджана.
1993 год — Премия им. Солтана Мухаммеда Союза Художников Азербайджана.

## Картины хранятся
- Союз Художников Азербайджана, г. Баку, Азербайджан.
- Азербайджанский Государственный Музей Искусств им. Р. Мустафаева, г. Баку, Азербайджан.
- Министерство культуры Азербайджана, г. Баку, Азербайджан.
- Музей современного искусства, г. Баку, Азербайджан.
- Союз Художников России, г. Москва, Россия.
- Государственный Музей Искусств Народов Востока, г. Москва, Россия.
- Художественная Галерея, г. Барселона, Испания.
- Художественная Галерея, г. Токио, Япония

А также — в частных коллекциях в Азербайджане и зарубежных странах.

## Выставки
- 1988 — Выставочный зал им. В. Самедовой, Союз Художников Азербайджана, г. Баку, Азербайджан.
- 1989 -  участвовал с 8 лучшими живописцами СССР в международной выставке в г. Варесе (Италия).
- 1990 — Художественная Галерея, г. Хьюстон, США.
- 1995 — Бакинский Центр Искусств, г. Баку, Азербайджан.
- 1995 — Выставочный Зал им. С. Бахлулзаде, г. Баку, Азербайджан.
- 2004 — Выставочный зал «Absheron Art Gallery» г. Баку, Азербайджан.
- 2005 — Выставочный зал телерадиокомпании «Space», г. Баку, Азербайджан.
- 2006 — Музей Археологии, г. Ставангер, Норвегия.
- 2016 — аукцион Sotheby’s
- 2017 -  Выставка "Созвездие Апшерона", Третьяковская галерея, г. Москва, Россия
- 2017 - Презентация издания о жизни и творчестве Камала Ахмеда в рамках проекта "Народное достояние", осуществляемого Xalq Bank